# بیدن، انتاریو
بیدن، انتاریو (به انگلیسی: Baden, Ontario) یک شهرک در کانادا است که در انتاریو واقع شده‌است.